# Uwe Krause
Uwe Krause (Braunschweig, 13 ottobre 1955) è un ex calciatore tedesco, di ruolo centrocampista o attaccante.